# Frances P. Bolton
Frances Payne Bolton (Bingham, 29 maart 1885 – 9 maart 1977)  was een Amerikaanse politicus van de Republikeinse Partij. Ze diende in het Huis van Afgevaardigden van de Verenigde Staten en was de eerste vrouw die in het Congres werd gekozen uit Ohio.
Eind jaren dertig nam Bolton een isolationistisch standpunt in, ten aanzien van het buitenlands beleid. In 1940 verzette zij zich tegen de Selective Service Act, die de dienstplicht invoerde, en in 1941 tegen Lend-Lease. Tijdens de oorlog pleitte ze voor desegregatie van de militaire verpleegafdelingen, die volledig uit blanke vrouwen bestonden.
In 1947 diende zij een wetsvoorstel in voor de opleiding van verpleegkundigen, maar dat werd niet aangenomen. Toen de dienstplicht na de oorlog werd hervat, pleitte Bolton sterk voor de dienstplicht van vrouwen. Zij wees op de belangrijke rol die vrouwen tijdens de oorlog speelden en zei dat het van cruciaal belang was dat vrouwen deze rollen bleven vervullen. Zij zag geen bedreiging voor het huwelijk, en betoogde dat vrouwen in militaire dienst hun karakter en vaardigheden zouden ontwikkelen, waardoor hun rol in het gezin zou worden versterkt. Als lid van de commissie Buitenlandse Zaken van het Huis van Afgevaardigden steunde Bolton de Verenigde Naties, met name UNICEF, en steunde zij de onafhankelijkheid van de Afrikaanse koloniën .

## Vroege leven
Ze werd geboren op 29 maart 1885 in Cleveland, Ohio, als Frances Payne Bingham. Ze was de dochter van Charles William Bingham (1846-1929) en Mary Perry (geboren Payne) Bingham (1854-1898). Tot haar broers en zussen behoorden Oliver Perry Bingham, William H. Bingham, Elizabeth Beardsley (née Bingham) Blossom en Henry Payne Bingham. 
Tot haar familieleden van moederskant behoorden oom Nathan P. Payne (de voormalige burgemeester van Cleveland ), Oliver Hazard Payne (die werkte voor Standard Oil in Cleveland en bestuurslid was van de Standard Oil Trust) en tante Flora Payne (de vrouw van de Amerikaanse minister van Marine William Collins Whitney ). Haar grootvader van moederskant was de rijke Amerikaanse senator Henry B. Payne.

## Carrière
Ze was actief in de volksgezondheid, het verpleegkundig onderwijs en ander sociaal werk, onderwijs en filantropisch werk. Ze volgde haar man, Chester C. Bolton, een paar maanden na zijn dood in 1939 op. Toen ze verkozen werd voor de rest van de ambtstermijn van haar overleden echtgenoot, weigerde Bolton de gebruikelijke weduwenuitkering, bestaande uit het resterende salaris dat haar overleden echtgenoot zou hebben ontvangen als hij zijn ambtstermijn had uitgezeten. Ze vertegenwoordigde het 22e district, dat voornamelijk bestond uit de oostelijke voorsteden van Cleveland. Bolton diende nog eens veertien termijnen, waarvan drie termijnen samen met haar zoon, Oliver P. Bolton. Zij en Oliver verschenen in What's My Line? als enige moeder en zoon die samen dienden. Er wordt gezegd dat toen hij tegen haar stemde, ze eens op het podium fluisterde: "Dat is mijn geadopteerde zoon."
Een vertrouwelijke analyse uit 1943 van de House Foreign Affairs Committee door Isaiah Berlin voor het Britse ministerie van Buitenlandse Zaken beschreef Bolton als  een rustig en matig capabel lid van de commissie, die, hoewel niet behorend tot de actieve Oppositie Vier, waarschijnlijk wantrouwend staat tegenover elk internationalisme van de New Deal. Haar staat van dienst vóór Pearl Harbor was isolationistisch. In ieder geval op dit moment meer nationalistisch dan internationalistisch.
Bolton, die lid was van de Commissie Buitenlandse Zaken van het Huis van Afgevaardigden, belde in mei 1954, na de val van de Franse basis bij Dien Bien Phu, minister van Buitenlandse Zaken John Foster Dulles op en drong er bij hem op aan om verpleegster Genevieve de Galard uit te nodigen naar de Verenigde Staten. Toen Galard in juli arriveerde, beschreef Bolton haar als een ‘symbool van heroïsche vrouwelijkheid in de vrije wereld’. Nadat hij de Presidential Medal of Freedom had ontvangen, werd Galard ontvangen tijdens een diner voor driehonderd personen in het district Cleveland waar congreslid Bolton woonde, tijdens een rondreis door het land. 
Bolton stemde vóór de Civil Rights Acts van 1957, 1960, 1964, en 1968, en de Voting Rights Act van 1965.
In 1955 werd ze het eerste Amerikaanse vrouwelijke Congreslid dat leiding gaf aan een internationale delegatie. Ze financierde deze delegatie met eigen middelen. Als lid van de subcommissie voor Afrika van de commissie Buitenlandse Zaken van het Huis van Afgevaardigden vond ze het haar verantwoordelijkheid om zoveel mogelijk van Afrika te bezoeken. Op 1 september kwam ze in Senegal aan en de daaropvolgende zes weken reisde ze het continent door per vliegtuig, trein, boot en auto. Belangrijke bestemmingen waren onder meer Liberia, Ghana (toen nog bekend als de Goudkust), Belgisch Congo, Noord-Rhodesië (nu Zambia), Zuid-Rhodesië (nu Zimbabwe), Zuid-Afrika en Ethiopië. Ze ontmoette vooraanstaande nationalisten zoals Kwame Nkrumah, machtige politici zoals Haile Selassie en vooraanstaande vrouwen zoals de koningin-moeder van de Tutsi's. Tijdens haar reis bracht ze ook veel tijd door met het bezoeken van scholen en het praten met jongeren. Ook ontmoette ze vrouwen uit alle lagen van de bevolking op de markten en in klinieken. Omdat ze haar hele leven al geïnteresseerd is in onderwijs en gezondheidszorg, gaf ze tijdens haar reizen door Afrika prioriteit aan deze kwesties.
Na haar terugkeer in de Verenigde Staten diende ze een diepgaand en inzichtelijk rapport in bij het Congres. Een van haar aanbevelingen was de oprichting van een nieuw Bureau voor Afrikaanse Zaken, onder leiding van een speciaal aangestelde adjunct-staatssecretaris. Dankzij Boltons inzet werd deze aanbeveling werkelijkheid: in 1958 richtte het Congres het nieuwe bureau officieel op. 
Naast haar formele rapportage deelde Bolton ook haar ervaringen met het bredere publiek. Ze maakte een documentaire over haar reis, getiteld Africa: Giant With a Future, 1955. Deze film biedt een waardevol historisch perspectief op verschillende Afrikaanse landen en koloniën in de jaren vijftig, en is beschikbaar op dvd via het Nationaal Archief.
Boltons reis had niet alleen invloed op het beleid, maar speelde ook een belangrijke rol in het vergroten van het bewustzijn over Afrika bij zowel beleidsmakers als het Amerikaanse publiek. Bovendien droeg haar werk bij aan de zichtbaarheid en betrokkenheid van vrouwen in de Amerikaanse buitenlandse politiek. 
Naast het beïnvloeden van de Amerikaanse betrekkingen met Afrika was een andere van Boltons meest duurzame prestaties het sponsoren van wetgeving om onroerend goed aan de overkant van de Potomac-rivier te kopen, vanaf Mount Vernon, de woonplaats van George Washington . Hiermee werd de commercialisering van het gebied voorkomen en bleef het uiterlijk behouden zoals het was toen Washington er woonde. Bolton had een geweldige relatie met haar kiezers, die van Italiaans-Amerikaanse afkomst waren, en stond erom bekend dat ze overheidsfolders over kinderopvang stuurde naar gezinnen waar nieuwe kinderen werden geboren. De verpleegschool van de Case Western Reserve University is naar haar vernoemd vanwege haar prestaties en vrijgevigheid op het gebied van de openbare verpleging. 

### Later leven
Nadat zij was opgeklommen tot het hoogste minderheidslid van de Commissie Buitenlandse Zaken in het Huis van Afgevaardigden, verloor Bolton in 1968 de verkiezing voor een zestiende termijn van Charles Vanik. Totdat Louise Slaughter in 2012 haar ambt voortzette, was zij de oudste vrouwelijke afgevaardigde in het Huis. Bolton trok zich terug in haar ouderlijk huis, Francherst – een naam die is samengesteld uit haar eigen naam en die van haar overleden echtgenoot, in Lyndhurst, Ohio.

## Persoonlijk leven
In 1907 trouwde Frances Payne Bingham met Chester Castle Bolton (1882-1939). Samen kregen ze vier kinderen: 
- Charles Bingham Bolton (1909-1976), een tandarts die de "Bolton-normen voor craniofaciale groei" ontwikkelde.[13]
- Kenyon Castle Bolton (1912–1983), [14] een filantroop en mecenas die trouwde met Mary Idelle Peters uit Lancaster, Ohio . [15]
- Oliver Payne Bolton (1917-1972), die ook in het Amerikaanse Huis van Afgevaardigden diende. [16]
- Elizabeth Bolton (1919–1919), die als baby stierf. [17]

Ze stierf op 9 maart 1977 in Lyndhurst, Ohio,  en werd begraven op de Lake View Cemetery in Cleveland.

### Nalatenschap
Ze was een toegewijde yoga-aanhanger.  De Bolton Fellowship ondersteunt onderzoek in de parapsychologie. 
Bolton en haar man schonken in 1922 land aan hun landgoed om de campus van de Hawken School in Lyndhurst, Ohio, te creëren. Haar zonen gingen naar de particuliere dagschool op het platteland.
Haar documenten worden bewaard in de Western Reserve Historical Society.
De verpleegschool van de Case Western Reserve University in Cleveland is ter ere van haar vernoemd naar Frances Payne Bolton School of Nursing.